# 江夢孫
江夢孫，字聿修，潯陽（今江西省九江市）人，五代十国杨吴官员。
江夢孫博綜經史，立行高潔。太和年间，中書令徐知誥表奏他爲秘書郎。江夢孫自称迂儒，無裨益，求爲縣令。徐知誥开始没有同意，后来補为天長县令。至天長，属吏说縣署聽事有淫厲，不可居住。江夢孫不惧，当夜，起而焚香，后来就没有怪异事件。江夢孫治縣寬簡，吏民皆安。第二年，棄官而去；縣人哭泣，送他數十里。江夢孫還家，事奉繼母盡孝。爲諸生講禮釋經義。南唐保大年间去世，年八十五岁，贈國子司業。安葬之日，自遠方前来千人，而服衰衣丧服的一百多人。